# Maciej Stanisław Zięba
Maciej Stanisław Zięba (ur. 27 kwietnia 1957 w Gdańsku) – polski filozof, historyk filozofii orientalnych (indyjskiej, tybetańskiej, chińskiej, japońskiej, koreańskiej, wietnamskiej, malajo-indonezyjskiej itp.) oraz afrykańskiej etnofilozofii. Urzędnik służby cywilnej. Esperantysta.

## Życiorys
Ukończył III Liceum Ogólnokształcące im. Marynarki Wojennej w Gdyni. Absolwent studiów w zakresie filozofii teoretycznej Katolickiego Uniwersytetu Lubelskiego (1981), studiował pod kierunkiem m.in. ks. Mariana Kurdziałka, o. Mieczysława Alberta Krąpca OP, ks. Stanisława Kamińskiego. W zakresie filozofii orientalnych kontynuuje prace zapoczątkowane przez ks. Franciszka Tokarza, uczeń Leona Cyborana, Tadeusza Margula i Tomasza Rucińskiego. Studiował także w Paryżu (1985–86: INALCO, Centre Sèvres SJ, Sorbona; 1990: IIAP), w Montrealu (1995–97: Uniwersytet McGill), Rzymie (1999–2000: LUISS Guido Carli) oraz na Tajwanie (2012–13: Uniwersytet Tunghai w Taizhong).
W KUL uzyskał w 1989 stopień naukowy doktora. W latach 1984–2013 był pracownikiem naukowym Zakładu Historii Filozofii KUL. Był redaktorem działu filozofii Wschodu w Powszechnej Encyklopedii Filozofii (PTTA: Lublin, 2000–2009, t. 1–10: A–Ż + Suplement), a także Encyklopedii Filozofii Polskiej (PTTA: Lublin 2011, t. 1–2, ISBN 978-83-60144-46-6).
W latach 1991–1997 był konsulem Rzeczypospolitej Polskiej w Paryżu i Montrealu; w latach 1993–1997 równolegle – kierownikiem Szkoły Polskiej im. Mikołaja Kopernika w Montrealu. Od 1998 pracuje w Lubelskim Urzędzie Wojewódzkim, w latach 1998–2007 był dyrektorem odpowiedzialnym za współpracę zagraniczną, integrację europejską i rozwój regionalny, w latach 2008–2012 za sprawy obywatelskie i cudzoziemców; od 2000 – mianowany urzędnik służby cywilnej.
W latach 1998–2013 zaangażowany w wiele projektów pogranicza polsko-ukraińskiego i polsko-białoruskiego, zwłaszcza na obszarze Euroregionu Bug, badania migracji, kształcenia kadr administracji w zakresie etyki i typografii i innych. Współpracował m.in. z Fundacją Młoda Demokracja, z Brzeskim Centrum Informacji Transgranicznej TRIC, z Deutsch-Weißrussisches Haus z Karlsruhe, z Fundacją Nowy Staw i z Fundacją Instytut na rzecz Państwa Prawa – m.in. w ramach Lubelskiej Regionalnej Sieci Wsparcia Imigrantów.
W 2012 został odznaczony Medalem Złotym za Długoletnią Służbę.
Od 2018 pracuje jako distinguished visiting professor w Uniwersytecie Zaozhuańskim w mieście Zaozhuang w prowincji Szantung w Chinach, nauczając esperanta, języka polskiego i in. języków obcych.

## Publikacje

### Książki
- Powstanie świata według Rygwedy, PINK[10]: Montreal 1996
- (współred. wraz z Ołeną Łucyszyną): Purusza, atman, tao, sin... Wokół problematyki podmiotu w tradycjach filozoficznych Wschodu, Wyd. AHE: Łódź 2011 ISBN 978-83-7405-534-5
- (red.) Wizja przyszłości Ziemi Lubelskiej, wyd. Urząd Wojewódzki w Lublinie: Lublin 1998 ISBN 83-910802-1-8
- (wraz z Richardem Moretonem): Review of Rural Development Planning Processes, Lubelska Inicjatywa Rozwoju Wsi: Lublin 2000
- (współred. wraz z Andrzejem Wojtasikiem): Thomas Merton, Myśli o Wschodzie, Gaudium – Homini: Lublin – Kraków 2003 ISBN 83-88615-59-9
- (red. i współautor): Trudne tezy – ważne odpowiedzi: Czy Polska straci na integracji europejskiej?, Lubelski Urząd Wojewódzki: Lublin 2003 ISBN 83-910802-2-6
- Witamy w Unii Europejskiej: Co warto wiedzieć w przeddzień akcesji, Lubelski Urząd Wojewódzki: Lublin 2003 [2004] ISBN 83-910802-3-4;
- (red. i współautor): Polsko-ukraiński ukraińsko-polski glosariusz terminów administracji publicznej, Fundacja Młoda Demokracja: Lublin 2004 ISBN 83-921536-6-9 – dostępny online (kopia Archiwum Internetu);
- (red. i współautor): Edukacja Europejska (podręcznik dla liceum i technikum), Operon: Gdynia 2004 ISBN 83-7390-248-1, wyd. 2 popr. i uzup. 2009 ISBN 978-83-7461-924-0 Notatka wydawcy (kopia Archiwum Internetu);
- (współautor; red. W. Stanek), Euroregion Bug. Edukacja regionalna. Podręcznik przeznaczony dla uczniów szkół poziomu gimnazjalnego województwa lubelskiego i obwodu wołyńskiego, Fundacja Młoda Demokracja: Lublin 2006, wersja polska i ukraińska wersja polska (kopia Archiwum Internetu);
- (red. i współautor), Nasz Bug. Tworzenie warunków dla rozwoju obszarów pogranicznych Polski, Ukrainy i Białorusi poprzez ochronę i waloryzację dziedzictwa przyrodniczego i kulturowego, KUL: Lublin 2008 ISBN 978-83-7363-506-7 (wydane też w wersjach skróconych: angielskiej Our Bug ISBN 978-83-7363-508-1 i ukraińskiej Наш Буг ISBN 978-83-7363-507-4) – dostępne online na witrynie Forum Nasz Bug (kopia Archiwum Internetu);
- (red. i współautor), Migration – a Challenge to the 21st Century, KUL: Lublin 2008 ISBN 978-83-7363-538-8 (wydane też w wersjach skróconych: polskiej Migracja – wyzwanie XXI wieku ISBN 978-83-7363-536-4 i ukraińskiej Міграція – виклик ХХI століття ISBN 978-83-7363-529-6) – dostępne online na stronie projektu Migravalue KUL;
- (współred. i współautor), Migracja zarobkowa do Włoch. Próba podejścia interdyscyplinarnego, KUL: Lublin 2008 ISBN 83-86869-30-5 – dostępne online na stronie projektu Migravalue KUL.
- (współred. i współautor; red. nauk. A. Maryniarczyk): Słownik-przewodnik filozoficzny: Osoby – problemy – terminy, PTTA: Lublin 2012, s. 767, ISBN 978-83-60144-60-2 (zwł.: Słownik terminów wschodnich: chińsko-polski, japońsko-polski, sanskrycko-palijsko-polski, słownik łączny polsko–chińsko-japońsko-sanskrycko-palijski, s. 595-678).
- (współred. wraz z Martą Kudelską), Filozofia indyjska w Katolickim Uniwersytecie Lubelskim, Wydawnictwo KUL: Lublin 2019 ISBN 978-83-8061-788-9.

### Ważniejsze artykuły lub rozdziały w pracach zbiorowych
- Trójświatowiedny, ZSKOwL 4/1981;
- Buddyjska teoria zbawienia, ZSKOwL 7/1981;
- Contributions to the History of the Buddhist Classification of Dharmas: Pañcavastuka of Vasumitra, Biuletyn PINK13, 1996;
- Swāmī Prajñānpād – między vedāntą a psychoanalizą, w: L. Borowski (red.), Z Indyj ku jedności, Wyd. UMCS: Lublin 2000 ISBN 83-227-1673-7;
- Hinduizm, w: H. Zimoń (red.), Religie w świecie współczesnym, TN KUL: Lublin 2000;
- Miejsce guru w indyjskiej tradycji duchowej, w: A. Maryniarczyk (red.), Wierność rzeczywistości, KUL: Lublin 2001 ISBN 83-909705-9-7;
- Człowiek jako agregat pięciu grup składników (pañca-skandha) w buddyzmie abhidharmicznym, w: A. Maryniarczyk (red.), Dusza – Umysł – Ciało, KUL: Lublin 2007 ISBN 978-83-60144-07-7;
- Chińska koncepcja człowieka i społeczeństwa, w: Włodzimierz Dłubacz (red.) Godność – Praca – Globalizacja, NSZZ Solidarność: Stalowa Wola 2014 ISBN 978-83-924779-4-5;
- Badania i wykłady z filozofii Wschodu (indyjskiej i chińskiej) w Katedrze Historii Filozofii Starożytnej i Średniowiecznej KUL, w: J. Wojtysiak (red.), Księga Pamiątkowa 50-lecia Wydziału Filozofii KUL, KUL: Lublin 2000 ISBN 83-228-0726-0;
- przekłady fragmentów dzieł filozoficznych buddyjskich (Vasumitra, Hṛdayasūtra, Śāntarakṣita i Kamālaśīla), indyjskiej szkoły nyāyi (Annambhaṭṭa, Gangeśa) oraz neokonfucjańskich (Chu Văn An, Lê Quý Ðôn, Kobong i T'oegye), w: M.Kudelska (red.), Filozofia Wschodu: wybór tekstów, Wyd. UJ: Kraków 2002 ISBN 83-233-1487-X;
- przekład fragmentów Wyróżnienia drogi (Bendō) Ogyū Soraia, w: „Roczniki Filozoficzne” 2008 z. 2 – 2009 z. 1;
- przekłady fragmentów indyjskich dzieł filozoficznych (Aniruddha/Анируддха, Śāntarakṣita i Kamalaśīla/Шантаракшита и Камалашила), w: Сергей В. Пахомов (red.), Свет дхармы. Антология индийской философии, Амфора: Санкт-Петербург (Sankt-Petersburg) 2013 ISBN 978-5-367-02823-2;
- ok. 100 haseł z filozofii orientalnych, w: Powszechnej Encyklopedii Filozofii, w tym znaczące: (t.1): Budda, buddha, buddyzm; (t.2): Chen Liang, chińska filozofia, Cyboran Leon, dowody na istnienie Boga w filozofii indyjskiej i chińskiej; (t.3): etnofilozofia, Gautama Akṣapada, Gangeśa, gcod; (t.4): gter-ma, hīnayāna, hetu, Huong Hai, indyjska filozofia; (t.5): Kang Youwei, Kātyāyanīputra; (t.6): Kūkai, Liu An, Lê Quý Ðôn; (t.7): mahāsanghika, Mangku Negara IV, Maticandra, Myōe; (t.9): Tokarz Franciszek.